# II. třída okresu Vsetín 2003/2004
V soubojích fotbalové II. třídy okresu Vsetín 2003/2004, jedné ze skupin 8. nejvyšší fotbalové soutěže, se utkalo 14 týmů dvoukolovým systémem podzim – jaro. Tento ročník skončil v červnu 2004. Postup do I. B třídy Zlínského kraje 2004/2005 si zajistil vítězný tým FC Dolní Bečva. Sestoupily poslední tři týmy TJ Tatran Halenkov, TJ Sokol Bynina a TJ Police. 

## Výsledná tabulka
| Poř. | Tým                      | Z  | V  | R  | P  | VG | OG | B  |
| ---- | ------------------------ | -- | -- | -- | -- | -- | -- | -- |
| 1.   | FC Dolní Bečva           | 26 | 19 | 3  | 4  | 67 | 23 | 60 |
| 2.   | TJ Valašské Meziříčí „B“ | 26 | 18 | 2  | 6  | 58 | 34 | 56 |
| 3.   | Start Lipta Liptál       | 26 | 15 | 6  | 5  | 50 | 32 | 51 |
| 4.   | TJ Sokol Kateřinice „B“  | 26 | 13 | 5  | 8  | 64 | 38 | 44 |
| 5.   | TJ Sokol Ústí            | 26 | 11 | 4  | 11 | 43 | 49 | 37 |
| 6.   | TJ Sokol Hrozenkov       | 26 | 11 | 3  | 12 | 40 | 41 | 36 |
| 7.   | FC Velké Karlovice „B“   | 26 | 10 | 4  | 12 | 50 | 48 | 34 |
| 8.   | TJ Sokol Huslenky        | 26 | 10 | 3  | 13 | 45 | 59 | 33 |
| 9.   | TJ Sokol Francova Lhota  | 26 | 10 | 1  | 15 | 49 | 49 | 31 |
| 10.  | TJ Tatran Janová         | 26 | 9  | 4  | 13 | 33 | 47 | 31 |
| 11.  | TJ Spartak Jablůnka      | 26 | 7  | 10 | 9  | 32 | 37 | 31 |
| 12.  | TJ Tatran Halenkov       | 26 | 7  | 5  | 14 | 33 | 62 | 26 |
| 13.  | TJ Sokol Bynina          | 26 | 7  | 5  | 14 | 48 | 67 | 26 |
| 14.  | TJ Police                | 26 | 4  | 7  | 15 | 31 | 57 | 19 |

Poznámky:
- Z = Odehrané zápasy; V = Vítězství; R = Remízy; P = Prohry; VG = Vstřelené góly; OG = Obdržené góly; B = Body; (S) = Mužstvo sestoupivší z vyšší soutěže;

(N) = Mužstvo postoupivší z nižší soutěže (nováček)
|  | Postup do I. B třídy Zlínského kraje 2004/2005 |
|  | Sestup do III. třídy okresu Vsetín 2004/2005   |